# 小さな世界
小さな世界（ちいさなせかい、原題：“It’s a small world”）は、世界各地のディズニーパークにあるアトラクション「イッツ・ア・スモールワールド」のテーマソングである。
今もなお世界中で歌われ続けている童謡の一つであり、同時に「ミッキーマウス・マーチ」「星に願いを」と並んでディズニーを象徴する代表的な曲として知られている。

## 誕生
1962年、ディズニーの音楽作家シャーマン兄弟（ロバート・シャーマン、リチャード・シャーマン）が、「Children of the World」と仮称されていた新アトラクションにテーマソングが必要だと考え、「It's a small world (after all)」を書き下ろした。
当初のバージョンは、現在とは編曲が異なりスローバラードだったが、プレゼンを受けたウォルト・ディズニーの希望により、陽気でテンポの速い編曲になった。ウォルトはこのテーマソングの出来に喜び、アトラクション名を「Children of the World」から「It’s a small world」へ改名した。
1964年発売のLP（レコード付のツアーブック）『Walt Disney presents It's a Small World』でウィンストン・ヒブラーによるナレーションと共に使用された。1965年発売のディズニーランド少年合唱団(Disneyland Boys Choir)（指揮：ポール・サラムノヴィッチ）のLP『Walt Disney presents It's a Small World -18 Favorite Folk Songs-』（邦題：『イッツ・ア・スモール・ワールド』『ディズニーの小さな世界』）に収録された。なお、このLPは世界各国の歌をカバーするコンセプトの作品で、日本の「上を向いて歩こう（スキヤキ）」も収録されている。CD化もされている。

## 別バージョン

### 日本語詞
- 「小さな世界」：若谷和子の訳詞[2]。
- 「子供の世界」：小野崎孝輔の訳詞[3]。
- 「世界はひとつ」：山口昇の訳詞。
  - 「世界はひとつ」は、コロムビアゆりかご会による録音が存在（LP『創立50周年記念 うたえ!ゆりかご会』収録）。
  - 同曲名で、コロムビア・オーケストラによる演奏盤も存在（シングル「世界はひとつ/小さな木の実」1980年、日本コロムビア、規格品番：EK-656。2001年発売のCD『レクリエーションダンス・ベスト PART2』にてCD化）。
- 「みんなの地球」：中山知子の訳詞[4]。

他にJASRACのデータベースには「海と空をつくられた主は」の曲名も登録されている。

### 広東語詞
- 「世界真細小」：ジェームズ・ウォンの訳詞。

### アレンジ曲
- Dance Dance Revolutionシリーズの「Dance Dance Revolution Disney Mix」
- ハッピーハードコア - 舟木智介、U1-ASAMiによるアレンジ曲が収録されている。
- WOW!〜ディズニーマニア2 - バハ・メンによるアレンジ曲が収録されている。
- WOW!〜ディズニーマニア3 - Fan 3（英語版）によるアレンジ曲「RapMania! Mix」が収録されている。

## ディズニー作品での使用
- ディズニーのアニメ映画『ライオン・キング』に、本来は王の執事であったザズーが暗い歌を歌っているところ、悪役のライオン・スカーに「もっと明るい歌を」と所望されこの歌を歌い始めるシーンがある。しかし、すぐにスカーに「よせ、その歌だけはやめろ」と止められる。なぜ止めたのか制作者の真意は不明（戦争否定・平和肯定の歌であったからと思われる）。
  - 同じくディズニーのOVA作品『ライオン・キング3 ハクナ・マタタ』『ラマになった王様2 クロンクのノリノリ大作戦』にも使われている。前者では主人公ティモンが歌い、後者ではBGMとして使用されている。

## その他の使用
- かつてそごうの店舗に設置されていたからくり時計「イッツ・ア・スモールワールド時計」で、からくり人形の登場とともにこの曲が流れていた。
- 2004年6月14日より、東京ディズニーリゾートの最寄り駅である、JR京葉線舞浜駅（新木場・東京方面行き2番線）の発車メロディとして採用されている（開園25周年・30周年等の特別期間中を除く）。
- JR東日本長野支社管内の駅である中央本線小野駅や篠ノ井線田沢駅などでは、接近メロディとして本楽曲のごく一部分を切り取ってそれを3回つなげたものが流れる。このため本楽曲とはわからないほどごく一部を切り取っている。
- 東武伊勢崎線太田駅7・8番線では、出発信号機が開通した際のメロディとして2017年4月20日まで使用されていた。
- 高松琴平電気鉄道瓦町駅3番線で、高松築港方面行きの電車が発車する際に限り発車メロディとして使われている。
- Hondaの軽自動車「Nシリーズ」（N-BOX/N-BOX＋/N-BOX SLASH、N-ONE、N-WGN）のCMにも使用されていた。ただしN-BOX SLASHのCMでは、流し聴き程度では原曲がわからないほどのアレンジが施されている。
- 2018年にはトヨタ自動車「アクア」のCMで、EDM（エレクトロ・ダンス・ミュージック）にアレンジされた当楽曲が使用されている。
- 台湾の路線バスでは、降車ボタンを押した際に流れるメロディとして一般的に使用されている。
- プロ野球では前半部分が小川史（南海ホークス〜福岡ダイエーホークス時代）、後半部分が河野誉彦と宮里太（ともに横浜大洋ホエールズ時代）の応援歌として使用されていた。また、韓国プロ野球でもLGツインズ所属だった鄭成勲の後期応援歌は、この曲が原曲となっている。